# Acacia acrionastes
Acacia acrionastes é uma espécie de leguminosa do gênero Acacia, pertencente à família Fabaceae.